# Шапка бавовняна

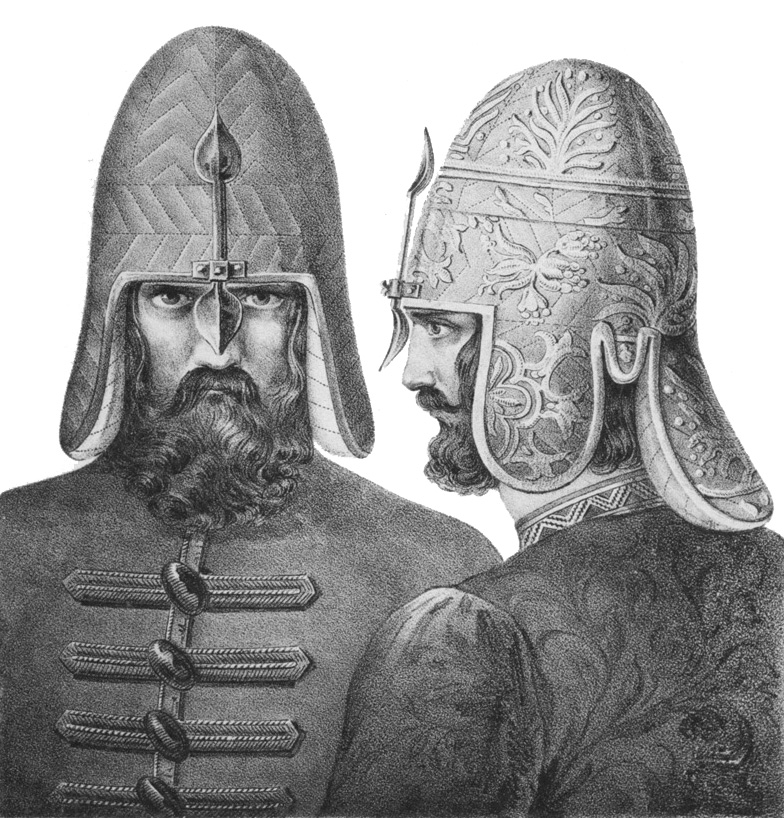
Шапки бавовняні.

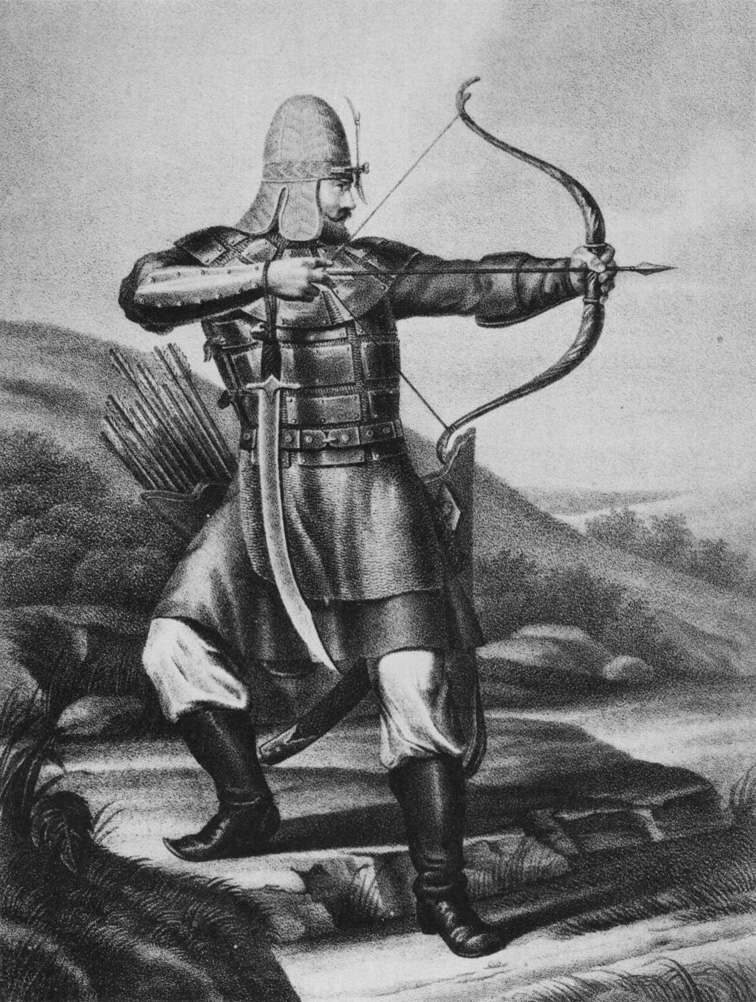
Ратник у колонтарі з бармицею і шапці бавовняній.

Шапка бавовняна, шапка бумажна (рос. шапка бумажная, від заст. (хлопчатая) бумага — «бавовна, вата») — головний убір, що виконує захисні функції.
Це були стьобані шапки, із сукна, шовкових и бавовняних («бумажних») матерій, з товстою бавовняною або прядив'яною підкладкою. У підкладку іноді поміщалися шматки від панцирів або кольчуг. Також вони мали металевий нанісник. Являла собою найдешевший військовий головний убір у Московській Русі до XVII століття, тому зустрічалася досить рідко, використовуючись, здебільшого, найбіднішою частиною військового стану. Використовувалися вони як шолом і в деяких кочівників, зокрема — калмиків.
За захисними властивостями «шапка» була схожа з тегиляєм — надійного захисту не давала, але все ж, за свідченнями сучасників, могла затримати стрілу.
Також відомі дуже схожі зовні на «шапки бавовняні» так звані «куячні» чи «куяшні шапки», які являли собою пластинчасто-нашивний обладунок бригантинного типу, аналогічний куяку. Як і самі куяки, як правило, вони мали східне походження. У книзі «Старожитності Російської держави» дається такий опис куячної шапки:
|  | У вступі до опису предметів III відділення, ми [дали роз'яснення стосовно] «куяків», чи монгольських ватних панцирів, що існували в Оружейній казні й складалися із залізних пластинок, укріплених гвіздками в ваті між шовковою чи суконною покришкою і підкладкою. Власне куяків не збереглося жодного; але збереглися три стьобані на ваті шапки, що містять всередині куякові залізні пластинки. |

Судячи з усього, куячна шапка і «шапка бавовняна» — різні види одного і того ж захисного оголов'я, просто перша була посилена сталевими пластинками, а друга була полегшеним і дешевшим варіантом.